# Lijst van oorlogsmonumenten in Noardeast-Fryslân
De Nederlandse gemeente Noardeast-Fryslân heeft 28 oorlogsmonumenten. Hieronder een overzicht. 
| Nr.  | Object                                                                | Herdachte groep | Ontwerper                                                   | Onthulling        | Type            | Locatie                     | Plaats       | Coördinaten                   | Foto                                           |
| ---- | --------------------------------------------------------------------- | --- | ----------------------------------------------------------- | ----------------- | --------------- | --------------------------- | ------------ | ----------------------------- | ---------------------------------------------- |
| 139  | Monument in de Petruskerk                                             | overig | Eelke Simens de Jong                                        | 20 maart 1943     | overig          |                             | Wanswerd     | 53° 18' 7" NB, 5° 51' 2" OL   |                                                |
| 151  | Monument op het Bosma's plein                                         | overig |                                                             |                   | plaquette       | Bosma's plein, 9151 JH      | Holwerd      | 53° 22' 8" NB, 5° 53' 59" OL  |                                                |
| 180  | Monument in de kerktoren                                              | militairen in dienst van het Ned. Kon. na 1945, militairen in dienst van het Ned. Kon. 1940-1945                                                             |                                                             | 29 juni 1955      | plaquette       |                             | Engwierum    | 53° 19' 13" NB, 6° 8' 9" OL   |                                                |
| 181  | Monument aan de Burmaniastrjitte                                      | militairen in dienst van het Ned. Kon. na 1945, militairen in dienst van het Ned. Kon. 1940-1945, burgerslachtoffers                                         | Steenhouwerij Arends                                        | 4 mei 1953        | zuil            | Burmaniastrjitte, 9133 MV   | Anjum        | 53° 22' 31" NB, 6° 7' 48" OL  | Monument aan de Burmaniastrjitte               |
| 184  | Droppinghiem                                                          | verzet Nederland | Herman Bontekoe (raam), familie Veeninga (muur en bloembak) | 5 mei 1965        | overig          | Droppingwei, 9121 CC        | Aalsum       | 53° 20' 45" NB, 6° 0' 24" OL  |                                                |
| 221  | Gedenkraam in de Sint-Bonifatiuskerk                                  | overig | Max Weiss                                                   |                   | glas-in-lood    |                             | Dokkum       | 53° 19' 31" NB, 5° 59' 59" OL |                                                |
| 223  | Oorlogsmonument                                                       | burgerslachtoffers, verzet Nederland |                                                             | 23 juli 1969      | gedenksteen     | Hoofdweg, 9112 HG           | Birdaard     | 53° 17' 34" NB, 5° 52' 35" OL | Oorlogsmonument                                |
| 684  | Monument op de Waddenzeedijk                                          | geallieerde militairen |                                                             | 24 juni 1992      | gedenksteen     | Nieuwe Zeedijk              | Holwerd      | 53° 23' 3" NB, 5° 54' 45" OL  |                                                |
| 723  | Tegeltableau in het gemeentehuis                                      | verzet Nederland | Dhr. Poot (ontwerp), Makkumer Aardewerkfabriek (uitvoering) | 17 augustus 1946  | overig          | Koningstraat 13, 9101 LP    | Dokkum       | 53° 19' 32" NB, 5° 59' 49" OL |                                                |
| 728  | Gedenkpenning in Museum Dokkum                                        | overig | H. Kuyper (ontwerp), Koninklijke Begeer (uitvoering)        |                   | overig          | Diepswal 27, 9101 LA        | Dokkum       | 53° 19' 31" NB, 6° 0' 1" OL   |                                                |
| 730  | Plaquette in het postkantoor                                          | verzet Nederland |                                                             | 19 mei 1954       | plaquette       | Kleine Breedstraat, 9101 LB | Dokkum       | 53° 19' 32" NB, 5° 59' 59" OL |                                                |
| 744  | Oorkonde in het voormalige gemeentehuis                               | overig | Ambacht Haalderen                                           | 1 april 1946      | overig          | B Bekkerstrjitte 5, 9123 JV | Metslawier   | 53° 21' 39" NB, 6° 4' 5" OL   |                                                |
| 745  | Monument bij het voormalige gemeentehuis                              | militairen in dienst van het Ned. Kon. na 1945, verzet Nederland, vervolgden Nederland, militairen in dienst van het Ned. Kon. 1940-1945, burgerslachtoffers | Chris Fokma                                                 | 4 mei 1968        | beeld/sculptuur | B Bekkerstrjitte 5, 9123 JV | Metslawier   | 53° 21' 38" NB, 6° 4' 9" OL   | Monument bij het voormalige gemeentehuis       |
| 747  | Gedenkraam in de Grote Kerk                                           | militairen in dienst van het Ned. Kon. 1940-1945, burgerslachtoffers, burgers voormalig Nederlands-Indië, verzet Nederland                                   | Firma Bogtman                                               | 25 december 1948  | glas-in-lood    |                             | Ternaard     | 53° 22' 54" NB, 5° 57' 49" OL | Gedenkraam in de Grote Kerk                    |
| 748  | Oorlogsmonument                                                       | militairen in dienst van het Ned. Kon. 1940-1945, burgerslachtoffers, verzet Nederland                                                                       | D. Reitsma, Roelof IJbema                                   | 24 december 1949  | zuil            | Tsjerkestrjitte/De Groedse  | Ternaard     | 53° 22' 56" NB, 5° 57' 54" OL | Oorlogsmonument                                |
| 1739 | Verzetsmonument                                                       | verzet Nederland | Nico Onkenhout                                              | 14 april 1950     | beeld/sculptuur | Willem Loréweg 36, 9291 MC  | Kollumerpomp | 53° 18' 30" NB, 6° 9' 37" OL  | Meer afbeeldingen                              |
| 1966 | Monument in de Grote of Sint-Martinuskerk                             | vervolgden Nederland, verzet Nederland | Gerrit Visser                                               |                   | reliëf          | Markt 2, 9101 LS            | Dokkum       | 53° 19' 36" NB, 5° 59' 52" OL |                                                |
| 1968 | Monument in Bonifatiuspark                                            | verzet Nederland | Jac Maris                                                   | 1969              | plaquette       | Bronlaan 12, 9101 VS        | Dokkum       | 53° 19' 19" NB, 6° 0' 13" OL  |                                                |
| 1969 | Verzetsmonument Represaille in Dokkum                                 | verzet Nederland | Peter Gelenscer                                             |                   | beeld/sculptuur | Woudweg to 130, 9101 VH     | Dokkum       | 53° 19' 8" NB, 5° 59' 52" OL  | Verzetsmonument Represaille in Dokkum          |
| 2059 | As 't nedich is                                                       | verzet Nederland | Jan van Luyn (1916)                                         | 4 mei 1956        | beeld/sculptuur | Vrijhof 8, 9172 MR          | Ferwerd      | 53° 20' 19" NB, 5° 49' 27" OL | As 't nedich is                                |
| 2060 | Indië-monument                                                        | militairen in dienst van het Ned. Kon. na 1945 |                                                             | 17 december 1999  | gedenksteen     | Marrumerweg, 9172 PN        | Ferwerd      | 53° 20' 13" NB, 5° 49' 6" OL  | Indië-monument                                 |
| 2822 | Monument voor dr. Ruinen bij de kerk                                  | burgerslachtoffers |                                                             |                   | overig          |                             | Ee           | 53° 19' 51" NB, 6° 5' 58" OL  |                                                |
| 3165 | Oorlogsmonument                                                       | burgerslachtoffers, verzet Nederland, vervolgden Nederland                                                                                                   | Nel Bakema                                                  | 1949              | beeld/sculptuur | Noorder Bolwerk, 9101 JS    | Dokkum       | 53° 19' 42" NB, 6° 0' 7" OL   | Meer afbeeldingen                              |
| 3549 | Monument voor Titus Brandsma in Bonifatiuspark                        | verzet Nederland | Natasja Bennink                                             | 2004              | beeld/sculptuur | Bronlaan                    | Dokkum       | 53° 19' 18" NB, 6° 0' 14" OL  | Monument voor Titus Brandsma in Bonifatiuspark |
| 4217 | Monument voor Theunis en Willem Kuipers aan de muur van de Petruskerk | vervolgden Nederland |                                                             | 5 mei 2019        | plaquette       | Dorpstrjitte 50             | Lioessens    | 53° 22' 50" NB, 6° 5' 25" OL  |                                                |
|      | Monument voor Liepke Scheepstra aan de muur van de Petruskerk         | vervolgden Nederland |                                                             | 6 mei 2022        | plaquette       | Dorpstrjitte 50             | Lioessens    | 53° 22' 50" NB, 6° 5' 25" OL  |                                                |
|      | Gedenkbank                                                            | evacués uit Tiel |                                                             |                   | gedenkbank      | Zijlstraat                  | Munnekezijl  | 53° 18' 10" NB, 6° 16' 24" OL | Gedenkbank                                     |
|      | Monument Stirling BF505 aan de Pier Prinslaan                         | geallieerde militairen |                                                             | 5 mei 2018        | overig          | Pier Prinslaan              | Dokkum       | 53° 18' 51" NB, 5° 59' 16" OL |                                                |
|      | Zijmijn monument                                                      | militairen in dienst van het Ned. Kon. 1940-1945, burgerslachtoffers                                                                                         |                                                             | 10 september 2015 | overig          | Lytse Wei, 9136 DH          | Paesens      |                               | Meer afbeeldingen                              |
|      | Stolpersteine                                                         | vervolgden Nederland | Gunter Demnig                                               |                   | reliëf          |                             | Holwerd      |                               | Meer afbeeldingen                              |

Achtkarspelen ·
Ameland ·
Dantumadeel ·
De Friese Meren ·
Harlingen ·
Heerenveen ·
Leeuwarden ·
Noardeast-Fryslân ·
Ooststellingwerf ·
Opsterland ·
Schiermonnikoog ·
Smallingerland ·
Súdwest-Fryslân ·
Terschelling ·
Tietjerksteradeel ·
Vlieland ·
Waadhoeke ·
Weststellingwerf